# Kalix
Kalix è una città svedese, capoluogo dell'omonima municipalità, nel nord della Svezia.

## Storia
È conosciuta per essere la località dove l'esercito svedese capitolò nella Guerra Finlandese, il 25 marzo 1809, a vantaggio della Russia.
In questa guerra la Svezia perse la Finlandia, che passò sotto il controllo dello Zar.